# Tambogo (Andemtenga)
Pour les articles homonymes, voir Tambogo.
Tambogo est un village du département et la commune rurale d'Andemtenga, situé dans la province du Kouritenga et la région du Centre-Est au Burkina Faso.